# Chalmoux
Chalmoux est une commune française située dans le département de Saône-et-Loire, en région Bourgogne-Franche-Comté.

## Géographie
Chalmoux fait partie du Bourbonnais (Saône-et-Loire). Altitude de 340 mètres.

### Climat
Pour des articles plus généraux, voir Climat de la Bourgogne-Franche-Comté et Climat de Saône-et-Loire.
En 2010, le climat de la commune est de type climat océanique dégradé des plaines du Centre et du Nord, selon une étude du Centre national de la recherche scientifique s'appuyant sur une série de données couvrant la période 1971-2000. En 2020, Météo-France publie une typologie des climats de la France métropolitaine dans laquelle la commune est exposée à un climat océanique altéré et est dans la région climatique Centre et contreforts nord du Massif Central, caractérisée par un air sec en été et un bon ensoleillement.
Pour la période 1971-2000, la température annuelle moyenne est de 10,8 °C, avec une amplitude thermique annuelle de 16,5 °C. Le cumul annuel moyen de précipitations est de 937 mm, avec 12,2 jours de précipitations en janvier et 7,8 jours en juillet. Pour la période 1991-2020, la température moyenne annuelle observée sur la station météorologique de Météo-France la plus proche, « Diou », sur la commune de Diou à 11 km à vol d'oiseau, est de 12,1 °C et le cumul annuel moyen de précipitations est de 818,9 mm. 
La température maximale relevée sur cette station est de 41 °C, atteinte le 31 juillet 1983 ; la température minimale est de −22 °C, atteinte le 16 janvier 1985,,.
Les paramètres climatiques de la commune ont été estimés pour le milieu du siècle (2041-2070) selon différents scénarios d'émission de gaz à effet de serre à partir des nouvelles projections climatiques de référence DRIAS-2020. Ils sont consultables sur un site dédié publié par Météo-France en novembre 2022.

## Urbanisme

### Typologie
Au 1er janvier 2024, Chalmoux est catégorisée commune rurale à habitat dispersé, selon la nouvelle grille communale de densité à sept niveaux définie par l'Insee en 2022.
Elle est située hors unité urbaine. Par ailleurs la commune fait partie de l'aire d'attraction de Bourbon-Lancy, dont elle est une commune de la couronne,. Cette aire, qui regroupe 12 communes, est catégorisée dans les aires de moins de 50 000 habitants,.

### Occupation des sols
L'occupation des sols de la commune, telle qu'elle ressort de la base de données européenne d’occupation biophysique des sols Corine Land Cover (CLC), est marquée par l'importance des territoires agricoles (92,2 % en 2018), une proportion sensiblement équivalente à celle de 1990 (92,5 %). La répartition détaillée en 2018 est la suivante : prairies (72,7 %), zones agricoles hétérogènes (17,7 %), forêts (6 %), zones urbanisées (1,8 %), terres arables (1,8 %). L'évolution de l’occupation des sols de la commune et de ses infrastructures peut être observée sur les différentes représentations cartographiques du territoire : la carte de Cassini (XVIIIe siècle), la carte d'état-major (1820-1866) et les cartes ou photos aériennes de l'IGN pour la période actuelle (1950 à aujourd'hui).

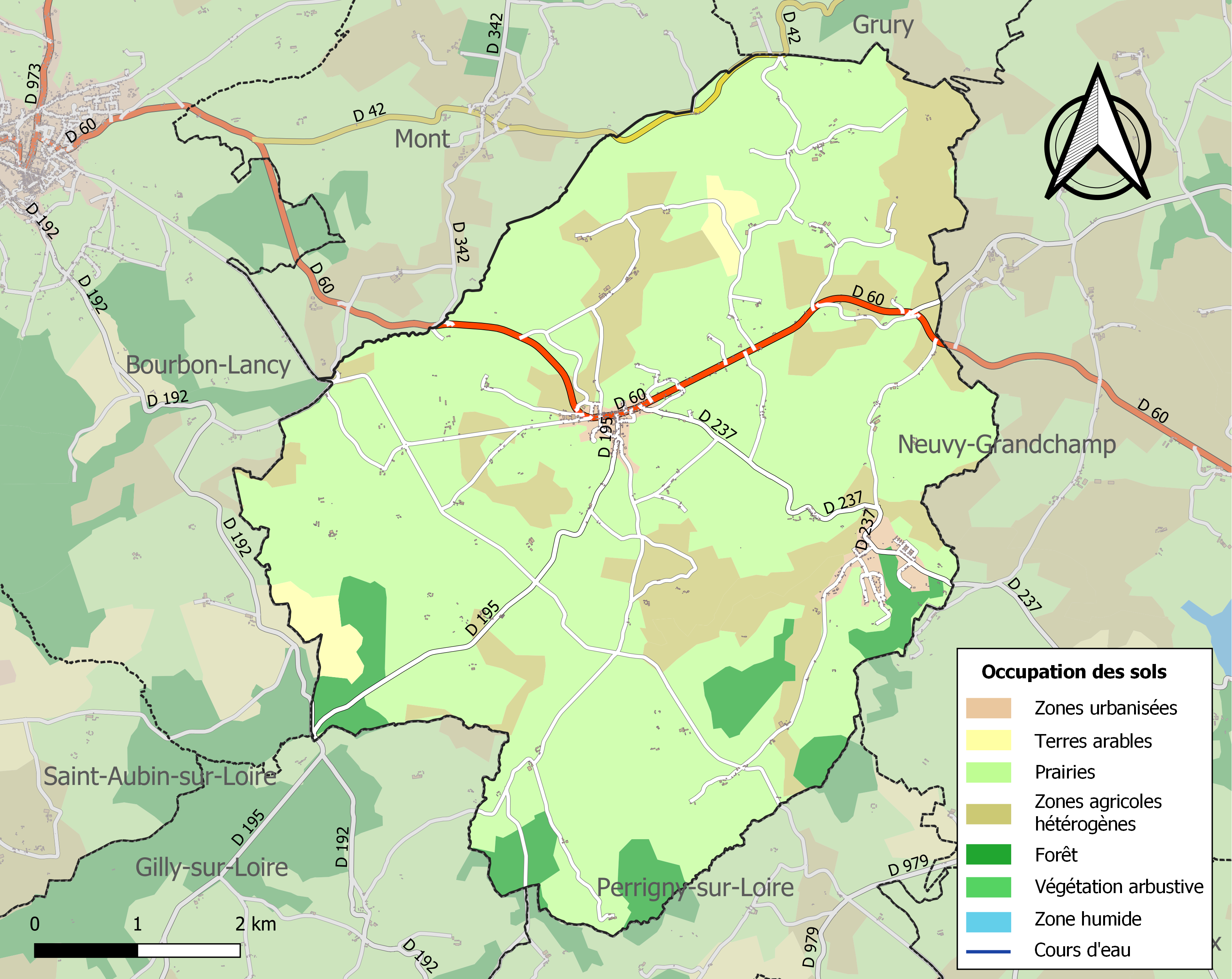
Carte des infrastructures et de l'occupation des sols de la commune en 2018 (CLC).

## Histoire
En 960, Lambert de Chalon, comte de Chalon, qui fondera en 973 le prieuré d'Orval à Paray-le-Monial, affronte à proximité de Chalmoux les troupes de Guillaume IV d'Aquitaine et refoule la coalition des Aquitains et des Auvergnats. L'odonyme « rue Lambin », qui désigne un modeste chemin communal, tire probablement son origine de cet épisode belliqueux.
Sur le territoire de la commune, ancienne concession minière de Chizeuil (pyrites de fer et de cuivre), exploitée jadis par la Compagnie du Creusot, puis par la société Saint-Gobain, jusque dans les années 1960.

## Toponymie
Anciennement Calamossa villa.

## Politique et administration
| Période                                  | Période   | Identité     | Étiquette | Qualité |
| ---------------------------------------- | --------- | ------------ | --------- | ------- |
| juin 1995                                | mars 2008 | Henry Astier |           |         |
| mars 2008                                | en cours  | Guy Lavocat  |           |         |
| Les données manquantes sont à compléter. |           |              |           |         |

## Population et société

### Démographie
L'évolution du nombre d'habitants est connue à travers les recensements de la population effectués dans la commune depuis 1793. Pour les communes de moins de 10 000 habitants, une enquête de recensement portant sur toute la population est réalisée tous les cinq ans, les populations de référence des années intermédiaires étant quant à elles estimées par interpolation ou extrapolation. Pour la commune, le premier recensement exhaustif entrant dans le cadre du nouveau dispositif a été réalisé en 2006.

En 2022, la commune comptait 636 habitants, en évolution de −0,47 % par rapport à 2016 (Saône-et-Loire : −1,06 %, France hors Mayotte : +2,11 %).
| 1793  | 1800  | 1806  | 1821  | 1831  | 1836  | 1841  | 1846  | 1851  |
| ----- | ----- | ----- | ----- | ----- | ----- | ----- | ----- | ----- |
| 1 120 | 1 278 | 1 033 | 1 236 | 1 286 | 1 288 | 1 255 | 1 239 | 1 232 |

| 1856  | 1861  | 1866  | 1872  | 1876  | 1881  | 1886  | 1891  | 1896  |
| ----- | ----- | ----- | ----- | ----- | ----- | ----- | ----- | ----- |
| 1 164 | 1 096 | 1 238 | 1 203 | 1 236 | 1 297 | 1 372 | 1 287 | 1 293 |

| 1901  | 1906  | 1911  | 1921  | 1926  | 1931  | 1936  | 1946  | 1954  |
| ----- | ----- | ----- | ----- | ----- | ----- | ----- | ----- | ----- |
| 1 252 | 1 268 | 1 324 | 1 183 | 1 190 | 1 327 | 1 292 | 1 285 | 1 175 |

| 1962  | 1968  | 1975 | 1982 | 1990 | 1999 | 2006 | 2011 | 2016 |
| ----- | ----- | ---- | ---- | ---- | ---- | ---- | ---- | ---- |
| 1 237 | 1 054 | 938  | 829  | 789  | 777  | 735  | 695  | 639  |

| 2021 | 2022 | - | - | - | - | - | - | - |
| ---- | ---- | - | - | - | - | - | - | - |
| 634  | 636  | - | - | - | - | - | - | - |

### Évènements culturels et festivités
- Fête patronale : 3e dimanche de mai.

## Culture locale et patrimoine

### Lieux et monuments
- Le château de Jarsaillon et, tout près, la motte féodale de l'ancien château fort, dont les ruines sont encore bien visibles : contour des tours rondes, emplacement des fossés, bases des murs (d'environ 1,5 mètre d'épaisseur)[18].
- L'église romane, du XIIe siècle[19].

### Personnalités liées à la commune
- Paul Antoine Brunel, général et membre du Conseil de la Commune de Paris, né à Chalmoux le 12 mars 1830.

### Héraldique
| Blason de Chalmoux | Blason  | Tiercé en pairle renversé : au 1er d'or à l'église d'argent, au 2e de gueules au chevalet de mine de sable, au 3e de sinople à la vache contournée, arrêtée et la tête de face d'argent. |
| Blason de Chalmoux | Détails | Le statut officiel du blason reste à déterminer. |

## Pour approfondir